# Sankt Nikolai kyrka, Sibnica
Sankt Nikolai kyrka (serbiska: Црква Светог Николе/Crkva Svetog Nikole) är en kulturmärkt serbisk-ortodox kyrkobyggnad belägen i byn Sibnica i Serbiens huvudstad, Belgrad.
Kyrkan är helgad åt Sankt Nikolaus och tillhör det serbisk-ortodoxa stiftet Šumadijas stift.

## Historik
Sankt Nikolai kyrka i Sibnica började byggas 1931 och stod färdig 1933. Kyrkan byggdes enligt ritningar av den ryska arkitekten Vasilij Mihajlovich Androsov, en av de mest inflytelserika ryska arkitekterna i Serbien.
Sedan den 6 december 2005 är kyrkan ett kulturmärke.

## Kyrkan
I den centrala delen av kyrkans långhus finns en åttakantig kupol som hålls upp av pelare som står kvadratiskt.

## Inventarier
Inne i kyrkan finns en ikonostas från en annan äldre kyrkobyggnad. Dess ikoner tillverkades 1870 av den berömda målaren Dimitrije Posniković.

## Bilder

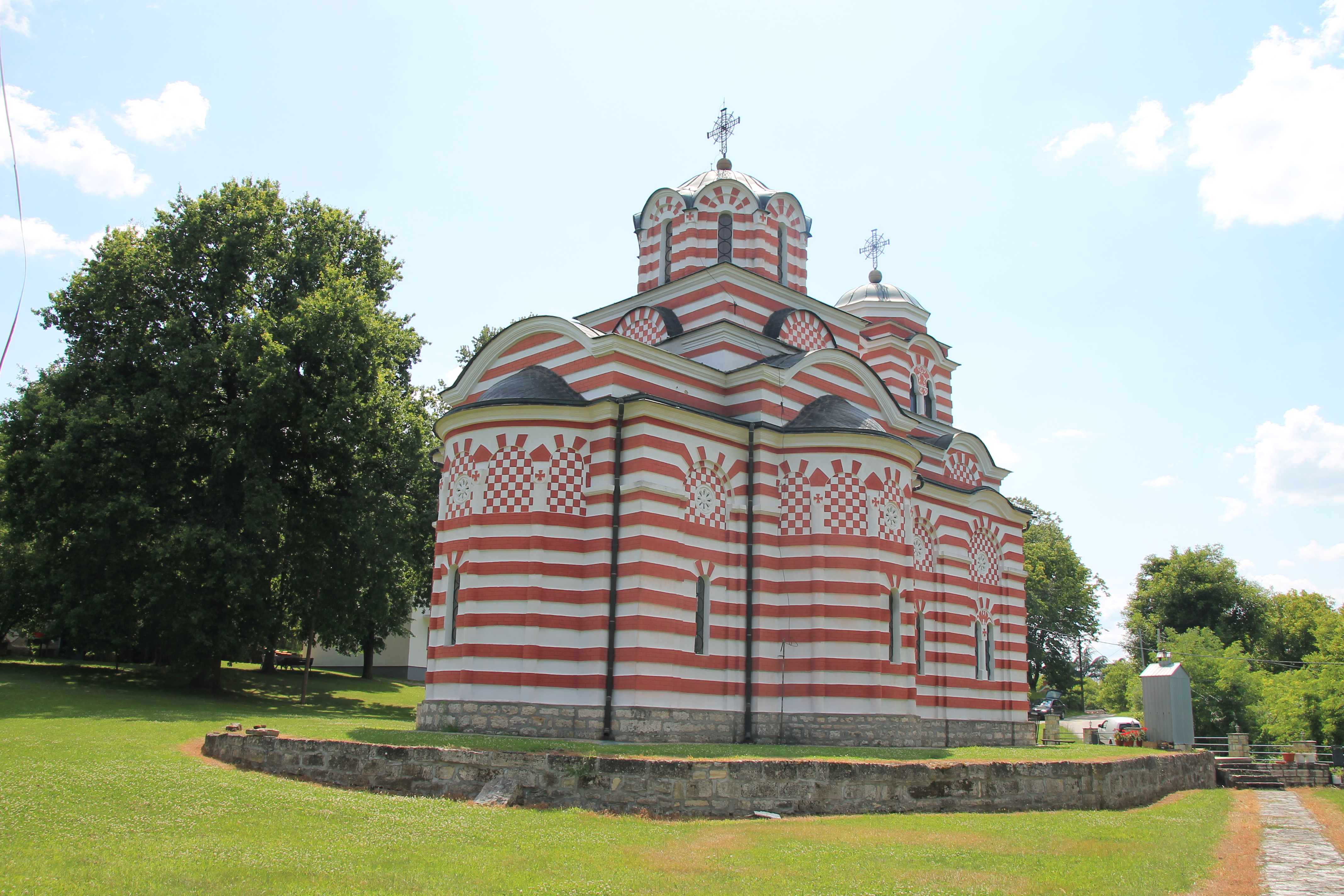
Kyrkans baksida.
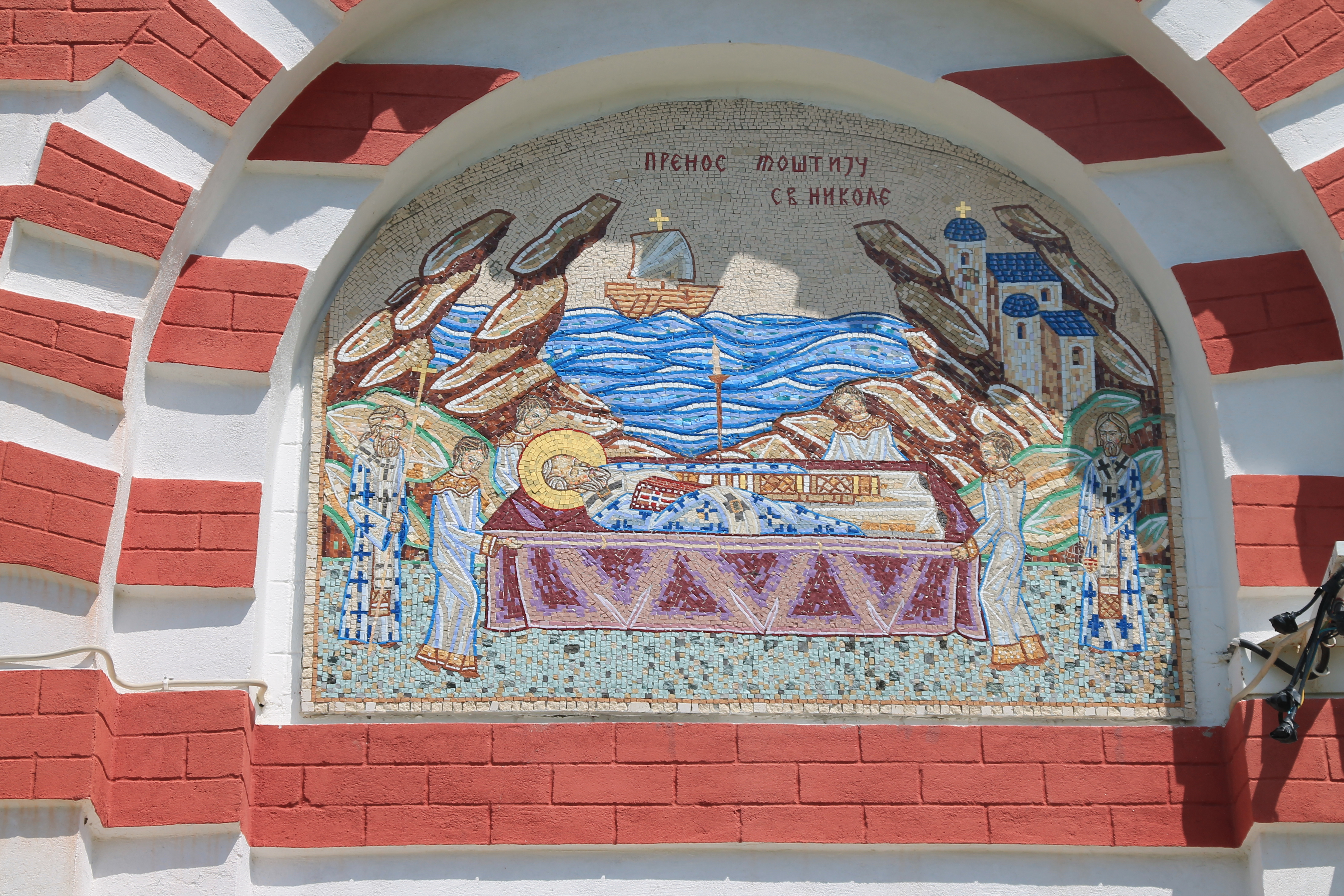
Mosaik över ingången.
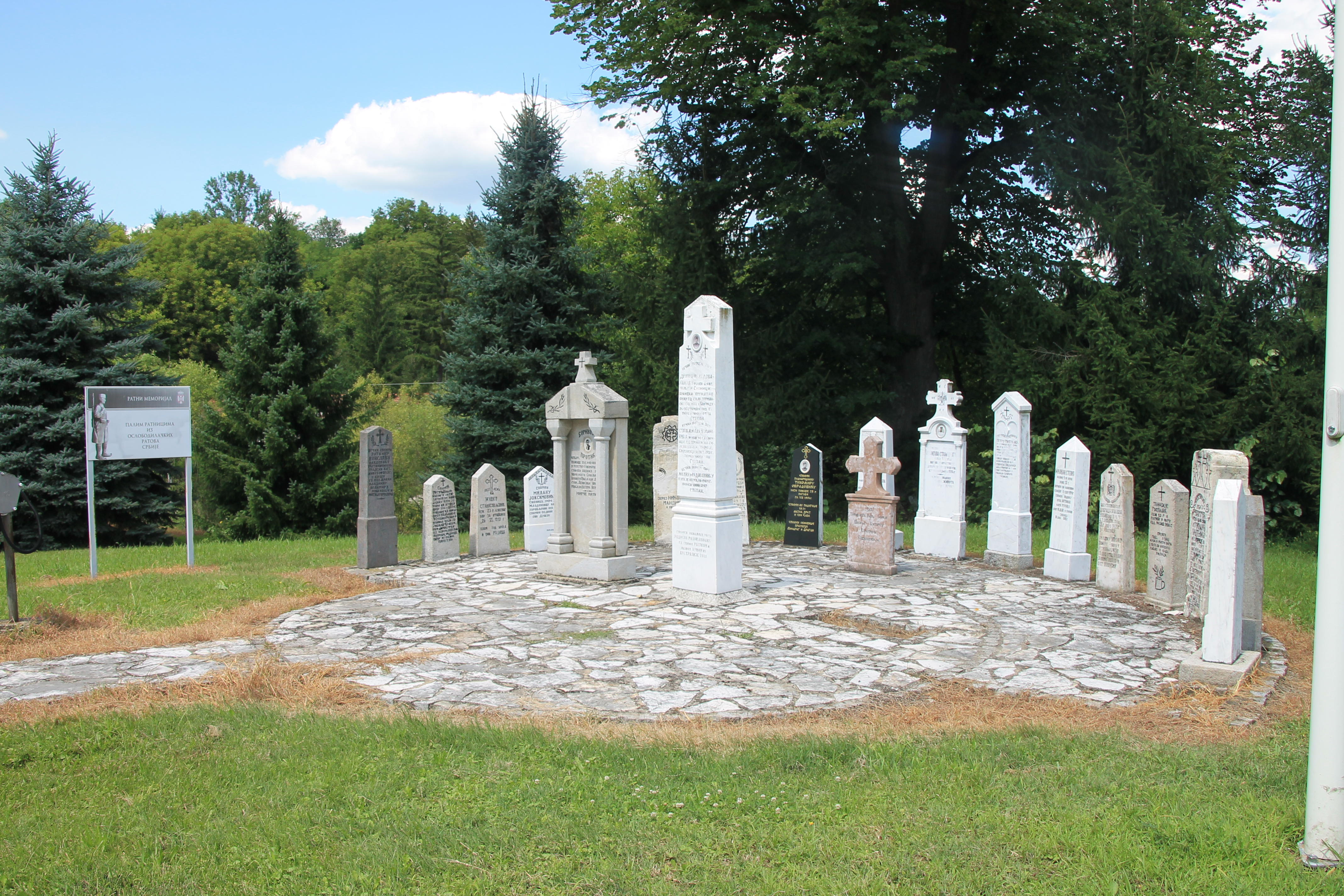
Ett litet stenkast bort från kyrkan finns också en liten gravplats.